# A Shot at Glory (album)
A Shot at Glory je glazba iz istoimenog filma A Shot at Glory.
Sve pjesme je napisao Mark Knopfler, osim pjesme Wild Mountain Thyme koju je napisao Francis McPeake.

## Popis pjesama
1. "Sons of Scotland" - 2:19
2. "Hard Cases" - 3:28
3. "He's the Man" - 4:41
4. "Training" - 3:26
5. "The New Laird" - 2:22
6. "Say Too Much" - 2:40
7. "Four in a Row" - 4:42
8. "All That I Have in the World" - 3:21
9. "Sons of Scotland - Quiet Theme" - 3:03
10. "It's Over" - 4:14
11. "Wild Mountain Thyme" - 3:37

## Izvođači
- Mark Knopfler - gitare
- Guy Fletcher - klavijature
- Billy Jackson - harfa, bodhrán (irski bubanj) i flauta
- Iain Lothian - harmonika
- Steve Sidwell - Flugelhorn truba
- Danny Cummings - udaraljke
- Iain MacInnes - gajde
- Chris White - saksofon
- Catriona MacDonald - violina